# Шульмейстер, Юлиан Александрович
Юлиан (Юлий) Александрович Шульмейстер (1 мая 1917, Одесса — 18 июня 1991, Львов) — советский писатель, автор книг о Холокосте на Западной Украине.

## Биография

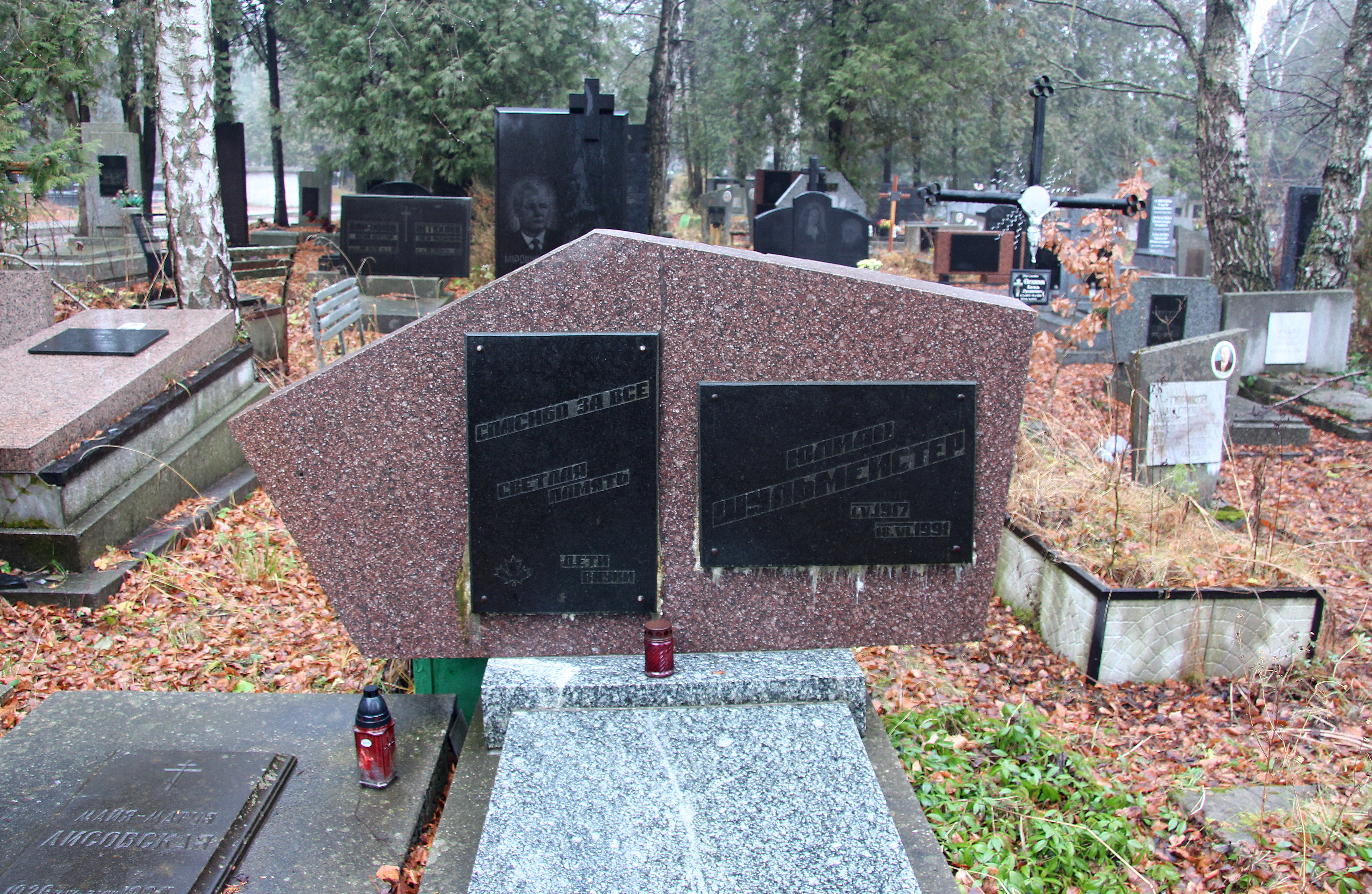

Родился в Одессе 1 мая 1917 года. Получил два высших образования: историческое и юридическое; кандидат юридических наук. Старший преподаватель Львовского государственного университета.
Ветеран Второй Мировой войны. Награждён боевыми орденами и медалями.
С 1945 года жил во Львове. Принимал участие в расследовании преступлений оккупантов и их пособников на Западной Украине. Работая с архивными материалами, создал картотеку, в которую вошли сотни документов, изобличающих тех, кто принимал участие в массовых расстрелах. Уволившись из армии в 1961 году, всецело посвятил себя литературной деятельности.
Тема его книг — Яновский лагерь смерти (г. Львов). Также был соавтором пропагандистской книги «Сионизм — орудие реакции» (1976)
Юлиан Шульмейстер дважды был в Вене у Симона Визенталя. В семейном архиве хранятся книги с автографом Визенталя.
Умер 18 июня 1991 года. Похоронен на Голосковском кладбище во Львове.

## Библиография

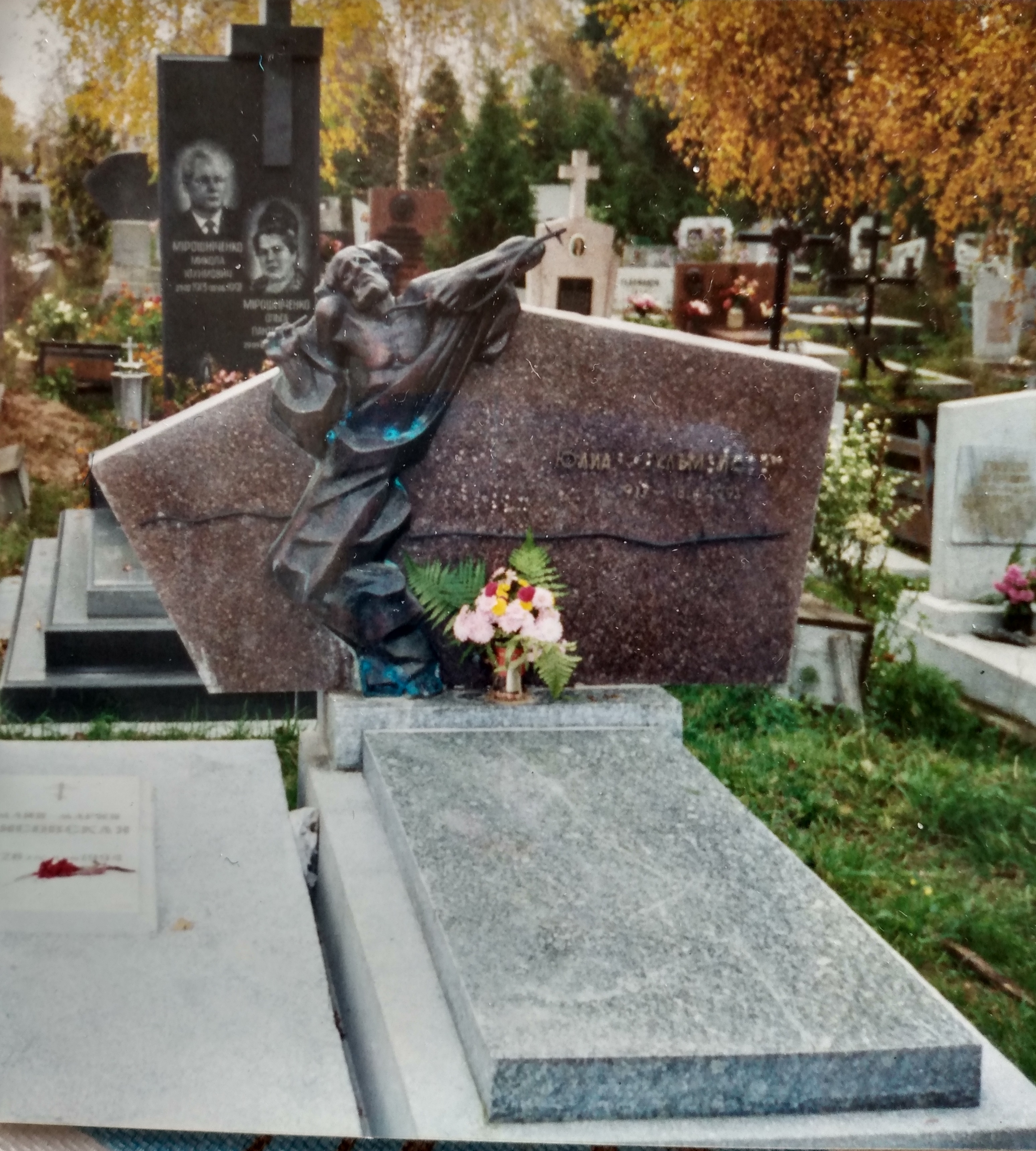
Памятник установленный на могиле Юлиана Шульмейстера в 1992 г. и разрушенный вандалами

### Семья
- Жена, Майя Осиповна Лисовская
- Сын, Александр Лисовский

## Награды
- Орден Красной Звезды (2)
- Орден Красной Звезды
- Медаль «За боевые заслуги» (2)
- Медаль «За победу над Японией»
- Медаль «За победу над Германией в Великой Отечественной войне 1941–1945 гг.»
- Орден Отечественной войны II степени